# 大腿
大腿，是腿部的上半部分，是骨盆和膝蓋之間的部份，以膝蓋連接小腿。
大腿的骨骼稱為股骨，股骨較粗，因為密質骨比例較高，其強度也較大。其髋关节為杵臼關節，膝蓋部份則是樞紐關節。

## 結構

### 骨骼
股骨是大腿唯一的骨骼，所有大腿的肌肉都會有部份附著在股骨上。股骨頭和髋骨中的髖臼形成髋关节，而股骨末端和胫骨和髌骨形成膝關節。股骨是人體內最強壯的骨骼，也是人體內最長的骨骼。
股骨在分類上是屬於長骨，由骨幹、股骨體及股骨的二端組成，股骨二端分別在髋部及膝部有關節其和他骨骼連接。

### 肌肉
以截面來看，大腿可以分為三個獨立的肌肉隔室（Fascial compartments，筋膜室），彼此以筋膜分隔。肌肉隔室以股骨為其軸，彼此之間以堅韌的结缔组织（隔膜）隔開。每個肌肉隔室都有獨立的血管及神經，各組的肌肉功能也不同。
- 大腿內隔室（英语：Medial compartment of thigh），內收肌。
- 大腿後隔室（英语：Posterior compartment of thigh），屈曲肌，腿後腱。
- 大腿前隔室（英语：Anterior compartment of thigh），伸展肌。

大腿前側的肌肉包括有縫匠肌，以及組成股四頭肌的四塊肌肉：股直肌、股內側肌、股中間肌及股外側肌。
大腿後的肌肉是腿後腱，包括了半膜肌、半腱肌及股二頭肌。
大腿內側的肌肉有恥骨肌、內收大肌、內收長肌及內收短肌，也包括股薄肌。
大腿的肌肉是人體內最大的肌肉，因此這些部位的阻力運動（力量訓練）所產生的血流會比其他部位的運動更多。

### 血管
大腿的血液是由股動脈及閉孔動脈提供。淋巴管靠近動脈，流到對應側的腰淋巴幹，之後再流到乳糜池。
大腿的深層靜脈包括股静脈，近端的膕靜脈，以及許多的小血管。這也是容易出現近端深静脉血栓的部位。venae perfortantes連接深層血管以及表皮血管，其中包括有隱靜脈（可能會有靜脈曲張的部位）。

## 臨床症狀
在身體檢查時，大腿無力表示有高爾氏癥象。

## 食物
一些動物（例如鸡或家牛）的大腿肉是世界各國人們常見的肉类來源之一。

## 社會文化
西方文化中，允許部份暴露大腿的服飾，例如短裤及迷你裙。泳衣及許多運動服裝也會露出大腿。正式的著裝要求多半會要求不能露出大腿。
許多穆斯林世界不贊成（甚至禁止）暴露大腿，特別會限制女性露出大腿。
許多流行文化會策略性的蓋住大腿或暴露大腿，例如高筒靴或绝对领域。

## 圖集

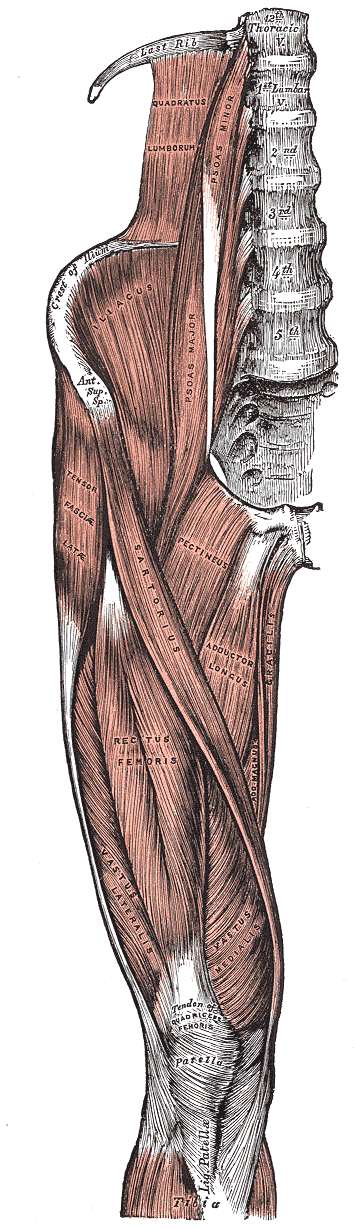
1918年格雷氏人體解剖學中，前方大腿肌肉的圖.
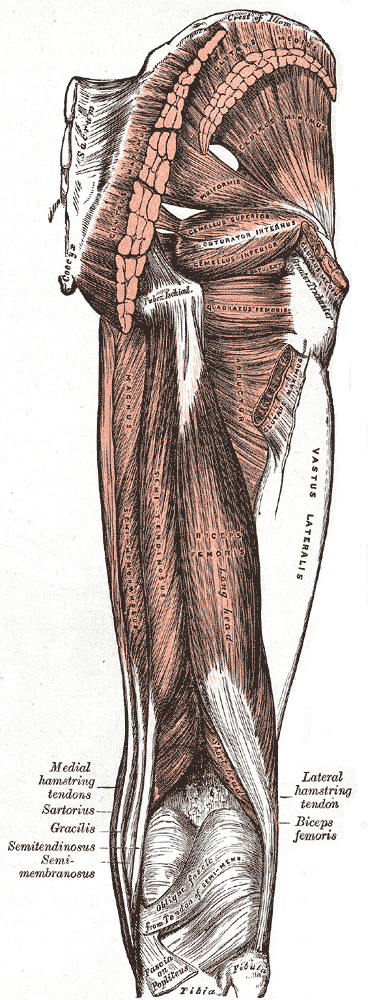
1918年格雷氏人體解剖學中，臀和股骨后區大腿肌肉的圖
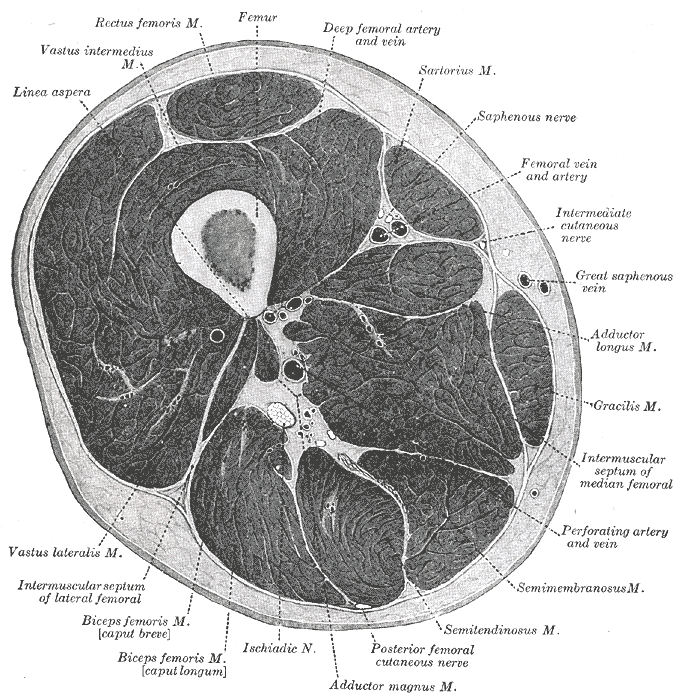
大腿中間的剖面圖
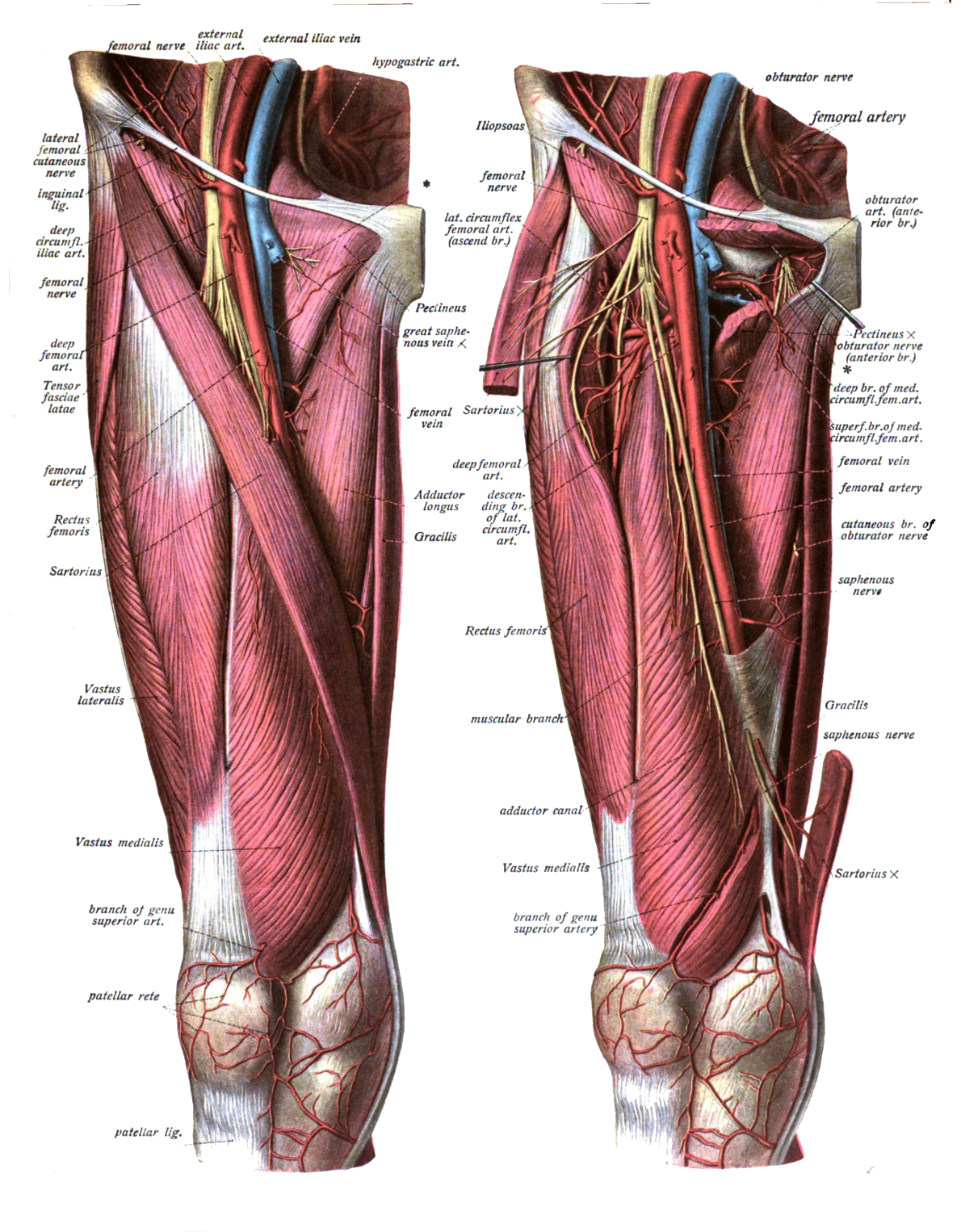
有繪出肌肉、主要血管及神經的大腿
大腿中間的剖面圖